# 乔治·欧麦利
乔治·欧麦利（英語：George O'Malley）是美国广播公司在美国播出的医疗题材电视剧《实习医生格蕾》中的一个虚构角色。该角色由剧集制片人珊达·莱梅斯创作，演员T·R·奈特饰演。这一角色在2005年第一季第1集首次出场，直至第五季末遭遇交通事故，2009年第六季第1集中因抢救无效而在剧中死亡。欧麦利刚出场时是西雅图仁爱医院的实习医生，之后成为了住院医师。在此期间，他与同事梅莉迪丝·格蕾、克里斯蒂娜·杨、伊兹·史蒂文斯以及亚历克斯·卡雷夫等人成为好友，之后还与梅莉迪斯的妹妹莱克西·格蕾结下友谊。这些角色之间的故事也是这部剧集的核心情节。
乔治·欧麦利曾与梅莉迪丝·格蕾、伊兹·史蒂文斯以及护士奥莉薇亚·哈珀等人有过浪漫关系，还曾与凯丽·托雷斯有过一段短暂的婚姻，但最后陷入和史蒂文斯的婚外情，这段婚姻也很快告终。欧麦利这一角色在剧中性格天真善良，也常常受人欺负而不懂得保护自己。他很有才华，但最初缺乏自信，之后逐渐变得坚强勇敢，最后在见义勇为的过程中牺牲。而他在剧中的感情纠葛和最终的死亡也收到了褒贬不一的评价。
T·R·奈特在一开始试镜这个角色时只是打算短期出演，但后来变成了长期角色。2006年，同剧组演员以赛亚·华盛顿发表了歧视同性恋群体的言论，与奈特产生矛盾。奈特本人因此出柜，而剧组最终也在次年与华盛顿终止了合约。2009年，奈特因为和编剧珊达·莱梅斯之间产生分歧，同时自己的戏份大幅减少，决定退出《实习医生格蕾》剧组，欧麦利这一角色也在剧中以死亡告终。奈特在剧中的表演受到好评，他也凭此获得了第59届黄金时段艾美奖“剧情类电视剧最佳男配角”的提名。

## 故事线索
乔治·欧麦利在剧中第一季第1集登场，是刚从俄勒冈健康与科学大学（Oregon Health and Sciences University）毕业的医学生，加入西雅图仁爱医院（Seattle Grace Hospital）开始实习。和他一起开始实习的医生还有梅莉迪丝·格蕾（艾伦·旁派饰）、克里斯蒂娜·杨（吴珊卓饰）、伊兹·史蒂文斯（凱瑟琳·海格饰）以及亚历克斯·卡雷夫（賈斯汀·錢柏斯饰）等人。这五人都在住院医师米兰达·贝利（钱德拉·威尔逊饰）的手下工作。实习期开始不久，欧麦利和史蒂文斯两人就搬到梅莉迪斯家与她成为了室友。欧麦利自第一次见到梅莉迪丝起便对她暗生情愫，与此同时他也和史蒂文斯建立了深厚的友谊。在实习的第一天，欧麦利就被心脏外科主管普雷斯顿·伯克（以赛亚·华盛顿饰）选中，成为第一个参与手术的实习医生。但是在手术期间，他在手术室中慌了手脚，不知所措，病人险些因此丧命。他也受到了其他同事的嘲笑，同事给他起了一个“007”的绰号，戏称他有“杀人执照”。欧麦利一开始与护士奥莉薇亚·哈珀（Olivia Harper，莎拉·厄特巴克饰）约会，但后来被她传染了梅毒，二人也因此分手。他后来发现哈珀的梅毒是卡雷夫传染给她的，于是和卡雷夫在更衣室大打出手。在一次停电事故中，欧麦利和卡雷夫二人与一个病人一同被困在电梯里，病人的情况突然出现恶化。此时卡雷夫束手无策，欧麦利则根据伯克医生的指令，冷静地将病人救活，获得众人的赞誉，两人的关系也因此更加紧张。一段时间后，怀孕的贝利医生即将分娩，但她的丈夫却因事故受伤不能陪在她身边，贝利因此失去理智，拒绝生下孩子。于是欧麦利一直守在她身旁安慰她，让她冷静下来，配合妇产科医生艾蒂森·蒙哥马利（凯特·沃尔什饰）把孩子接生了出来。孩子出生后，贝利决定用欧麦利的名字“乔治”当作孩子的中间名，表示对他的感谢。感情方面，此时欧麦利对梅莉迪斯的爱慕之情日渐深厚，最终向她表白，二人发生了一夜情，但在过程中她突然哭了起来，称二人睡在一起是一个“错误”。欧麦利内心受到伤害，开始回避她，二人的关系也趋于冷淡。他后来对骨科住院医师凯丽·托雷斯（萨拉·拉米雷斯饰）逐渐产生感情，开始和她约会。
在一次野营中，欧麦利得知托雷斯曾与整形外科主管马克·斯隆（埃里克·迪恩饰）发生性关系，又发现了伯克的手会不由自主地颤抖。之后他的父亲罹患食道癌入院，心脏主动脉瓣产生并发症，欧麦利认为伯克的双手颤抖会影响他的手术能力，坚持不让伯克给自己的父亲实施手术，而是找到了伯克在医学上的竞争对手埃丽卡·哈恩（布鲁克·史密斯饰）前来主刀。手术后，他父亲的状况却并不乐观。这期间，欧麦利还与托雷斯对质，问她与斯隆发生性关系一事，二人的感情也遭遇瓶颈。但是托雷斯在欧麦利父亲手术和康复期间始终默默给他和家人提供支持，他也接受了她的帮助。不料欧麦利父亲在康复期间病情突然恶化，最终多器官衰竭，不得不终止生命维持系统。欧麦利陷入丧父之痛无法自拔，为了走出阴影，与托雷斯私奔到拉斯维加斯，两人在那里迅速结为夫妻。不久之后，他逐渐发觉这场草率的婚姻是一个错误。在一次醉酒之后，他与一直以来最亲密的朋友史蒂文斯发生了性关系，史蒂文斯也向他坦承自己已经爱上了他。欧麦利在两个女性之间挣扎纠结，最终决定在实习期结束之后转到另一家医院工作，希望能离开史蒂文斯，保持对妻子的忠诚。然而，他却没能通过实习期毕业考试，只能留在仁爱医院。欧麦利最后决定重新完成实习，并向妻子坦白了自己的婚外情，二人的婚姻也很快结束。离婚后，欧麦利开始与史蒂文斯约会，但他们很快发现两人之间并没有真正浪漫的激情，这段感情也就此结束。
第二次实习期间，欧麦利结识了新一届实习生莱克西·格蕾（凯乐·利饰）。她是梅莉迪斯同父异母的妹妹。两人之间的友情越发深厚，于是搬到一起成为了室友。由于一次偶然的机会，莱克西发现欧麦利实习期考试的成绩仅比合格线低了一分。欧麦利于是找到外科主任理查德·韦伯（小詹姆斯·皮肯斯饰），要求重新参加考试。他顺利通过了这次考试之后成为了住院医师。与此同时，莱克西已经爱上了他，欧麦利得知她对自己的感情之后却与她渐渐疏远。另外一边，史蒂文斯患上了黑色素瘤，欧麦利在她的治疗和康复期间一直为她提供支持。在史蒂文斯和卡雷夫的婚礼上，欧麦利更是牵着她的手穿过过道走向圣坛。在住院医师工作期间，欧麦利逐渐显现出在创伤外科方面的突出才能，获得了军医出身的创伤科主管欧文·亨特（凯文·麦克基德饰）的赏识和鼓励。在第五季最后，欧麦利决定在伊拉克战争期间参军成为一名军医。他的朋友们担心他的安全，计划劝说他放弃这个想法，但一直没有找到他的身影。与此同时，医院收治了一名在交通事故中全身严重受伤，面部无法辨认的无名男子。这名男子在事故中推开一个陌生女性，救了她的生命，但自己却被卷入车底严重受伤。晚些时候，梅莉迪斯查看这名男子的伤情时，他抓住了她的手，并在她手中写下“007”三个数字。梅莉迪斯此时意识到这名男子就是欧麦利，在震惊之余告诉众人，并迅速对他进行抢救。然而在第六季第1集中，欧麦利在抢救过程中脑电波消失，最终脑死亡。众人难以接受欧麦利死去的现实，但托雷斯通过他身上的胎记再次确定了他就是欧麦利本人。欧麦利脑死后，他的母亲和托雷斯找到最了解他的史蒂文斯，询问欧麦利是否是器官捐献者。史蒂文斯相信他本人会希望捐出自己的器官，于是欧麦利母亲也同意了捐献。一周之后，欧麦利的遗体被正式埋葬。

## 角色开发

### 演员和创作

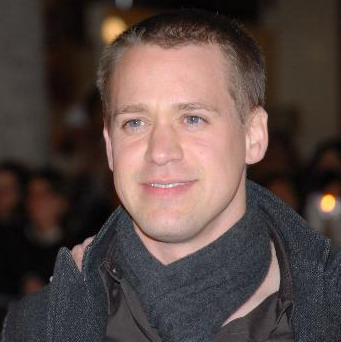
饰演乔治·欧麦利的T·R·奈特

T·R·奈特在试播集中开始饰演欧麦利一角，在签下合约时就很喜欢这个角色本身的多重性格，最初计划不会在剧中出演太长时间，但之后变成了长期角色。2006年10月，剧组中的以赛亚·华盛顿在与同剧组演员帕特里克·丹普西（饰演德里克·谢柏德）争吵时使用了歧视同性恋的侮辱性言论攻击了奈特。不久之后，这次争吵的细节被曝光，奈特也因此出柜，公开表明自己同性恋的性取向。华盛顿随后道歉，但之后又坚称自己并未说过类似的话。双方各执一词，争议一直持续到2007年7月，美国广播公司决定与华盛顿不再续约，他自第四季起离开剧组。
奈特本人表示制片人珊达·莱梅斯并不鼓励他公开性取向。但是，莱梅斯则称自己当时对剧组同事说：“这（指奈特出柜一事）是我们最骄傲的一天”。她还透露奈特曾担心自己出柜之后，欧麦利这一角色会突然变成同性恋，而莱梅斯则告诉奈特，性取向不会影响他的角色。莱梅斯认为所谓“同性恋演员不能出演异性恋角色”的这种想法是一种“侮辱”。
2008年12月，奈特向《实习医生格蕾》剧组要求解除合约。2009年6月，剧集第五季完结，奈特也确定不会回归剧集的第六季。他表示自己退出剧组的原因之一是他与莱梅斯之间的交流沟通“彻底崩溃”。自第五季起，欧麦利这一角色出镜时间过少，他也难以理解这一角色的内心世界。此外，他还表示莱梅斯对他同性恋的身份的担忧也是自己退出的原因。在确认离开之后，奈特在接受《电视指南》杂志采访时表示做出这一决定并不容易，并感谢了剧组和粉丝。但他也表示离开对他来说是“最好的决定”。
莱梅斯在接受《娱乐周刊》采访时透露自己曾经劝奈特不要退出剧组，但是他对此已经下定决心，“这对他来说也是正确的选择”。同剧组演员凯瑟琳·海格也曾经劝说奈特留下，她说自己当时认为奈特不应该离开，但看到他已经为此做好准备，还是替他感到开心。奈特则表示，自己在剧组的五年经历已经证明自己“不能相信任何（关于乔治·欧麦利这一角色的）答案”。他对自己离开剧组一事很平静，称有时候“离开是正确的选择”。在解除了这份1,400万美元的合约之后，他表示，很多人都渴求这份工作，然而自己只希望能在工作中获得满足。

### 角色特点
剧中的乔治·欧麦利“不幸而又天真”，他既是个“可爱的甜心”，乐于帮助他人，不会伤害别人的感情；但在一开始也总被人压迫，是个“失败者”，不会站出来维护自己。然而他内心柔软细腻，而且头脑很聪明。
在第二季中，欧麦利长期暗恋梅莉迪斯，奈特对此评价称：“看看他和梅莉迪斯之间下一步会发生什么是很有趣的一件事。无论他做出怎样的选择都能预示他之后会成为什么样的人。”欧麦利随后与梅莉迪斯发生了一夜情，奈特在接受《芝加哥论坛报》采访时谈到这一幕，称“乔治放任了自己的情感，这种情感压倒了他对梅莉迪斯的尊重。了解情况的人都能发现梅莉迪斯无法回报他的爱，但是他沉溺其中，完全听不进去。他并不是简单地爱她......他对她是一种自私的爱。”奈特认为欧麦利“一直被人保护”，“还有很长的成长之路要走”，而在成长过程中难免会犯下愚蠢而可怕的的错误。剧集的编剧之一斯泰西·麦基（Stacy McKee）谈到这幕一夜情时说道：“（他们）已经无路可退了。乔治和梅莉迪斯已经没有办法挽回了。这已经（对两人的关系）造成了损害——一切都不可能回到从前了。他们生命中重要的一部分就此永远改变了。”但她也表示这场性爱是注定要发生的，自全剧的第一集起欧麦利就暗恋着梅莉迪斯，甚至记得住两人第一次见面时她穿的衣服，所以两人之间的这次一夜情是一定会发生的。她强调乔治·欧麦利、剧中其他角色都和普通人一样，会有缺点，会有困惑，会失去理智，会有希望，也渴望幸福。
奈特认为过去发生的事情使欧麦利总是看低自己，认识不到自己的众多优点。但是自从在停电的电梯里抢救病人的一幕之后，欧麦利的自信逐渐增强。他说：“我们第一次见到乔治时，他甚至不能完成一台阑尾切除术，他在众目睽睽之下失败了。在电梯的一幕中，如果他不是在电梯里，如果他们在其他任何一个地方，他都会让别人来处理。……（然而现实）迫使他做出行动，否则病人就会死掉。他做出行动是因为他不得不如此。”他认为这虽然是一个缓慢的变化，但欧麦利自此也开始逐渐意识到自己的能力和之前的问题。奈特称，欧麦利“需要外界的逼迫才能做出这些改变”。欧麦利的家人一开始也并不相信他的才能，两个哥哥也一直嘲笑他。但在一次感恩节狩猎中，他们的父亲意外受伤被送到医院，家人才目睹了乔治的医学才能，对他的态度也发生了变化。之后观众也了解到他的两个哥哥一直相信他是家族中最聪明的孩子，是“全家的希望”。
剧集的第三季中，欧麦利的性格发生了变化，他从最初的“小狗一样柔弱的人”变得“更加坚强”，但是同时也有些优柔寡断，对自己的好友伊兹也更容易发脾气。奈特称自己能够理解欧麦利“并不是时时刻刻都十分自信”，在这一点上自己和角色有相通之处。对于欧麦利和史蒂文斯的婚外情，饰演史蒂文斯的海格认为“他们伤害了别人，而且似乎并不太负责任”。
第四季中，欧麦利与莱克西·格蕾成为好友，莱梅斯谈到这两个角色的关系是说道：“我喜欢他们作为朋友（的关系）。他们是很好的朋友。……我认为这种友谊会发展成更伟大的情感。”奈特本人则认为欧麦利和史蒂文斯以及贝利之间的关系非常有趣。第五季末，欧麦利希望加入军队成为军医，之后为了见义勇为救一名陌生女子而在交通事故中受重伤最后丧生。这一幕也被认为是他“英雄”气质的突出体现。

## 反响与评价

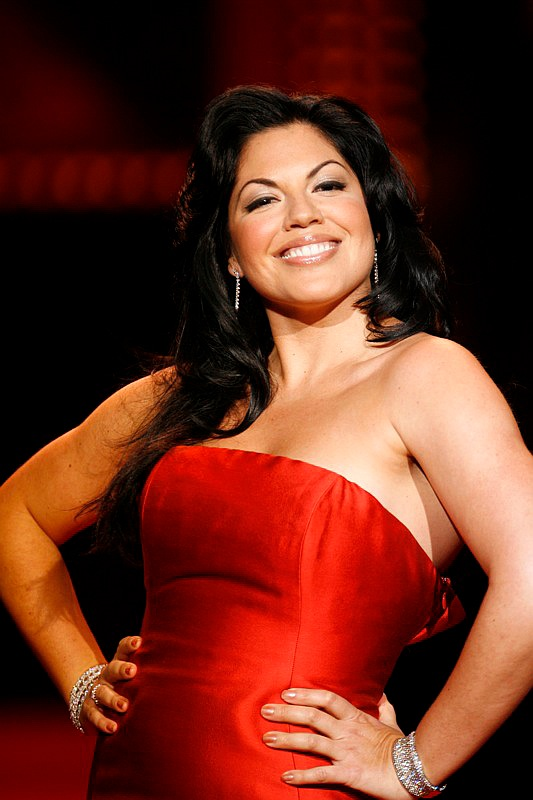
萨拉·拉米雷斯（图）饰演的凯丽·托雷斯曾与欧麦利恋爱结婚

第二季中，欧麦利与梅莉迪斯之间的一夜情受到了观众的“广泛反对”，但也有观众认为这段关系对于之后引出凯丽·托雷斯的出场非常重要，也引出了这两人感情的开始。同时依然还有很多观众希望欧麦利与梅莉迪斯成为情侣，因此反对欧麦利与托雷斯之间的感情戏。剧集第四季时，多媒体评论网站IGN的劳拉·巴洛斯（Laura Burrows）称第四季第1集让观众认识了“乔治（·欧麦利）崭新的另一面”。第四季中，欧麦利与史蒂文斯之间产生了浪漫感情，引起了众多观众和评论家的不满。IGN的克里斯托弗·蒙费特（Christopher Monfette）称这两人是“错误的一对”。他称这两人的爱情“毫无理由”，认为这一情节不仅突兀，而且于情感上也不正确。流行文化网站UGO更是称这两人为“最不应该在一起的荧屏情侣”之一。美国娱乐杂志《娱乐周刊》撰稿人詹妮弗·阿姆斯特朗（Jennifer Armstrong）认为这两人从此走上了“毁灭之路”，而他们之间情感不顺利是早就可以预见的。加拿大流行文化杂志《麦克林》评论甚至认为，欧麦利和几乎每个女性角色都发生过关系，本身又并不是一个优秀的医生，所以他“要么有所进步，要么只有死”。欧麦利和史蒂文斯的恋情在第五季戛然而止，有媒体认为这是编剧受到观众压力被迫为之，但莱梅斯拒绝对此作出评论。第四季中，欧麦利和莱克西·格蕾成也为了好友，这段友情获得了诸多正面评价。詹妮弗·阿姆斯特朗评价这段情节时，就称这段“闪光”的友情十分吸引人。在第五季中，乔治·欧麦利的出场时间大幅减少。克里斯托弗·蒙费特注意到这一点，称这一角色在这一季中的重要剧情中都没有出现，只有最后几集的剧情和他相关，“在这一季实质上是被边缘化了”。
在第五季末和第六季第1集，欧麦利因见义勇为而牺牲，这两集情节获得了毁誉参半的不同评价。《娱乐周刊》撰稿人萨曼莎·海菲尔（Samantha Highfill）认为欧麦利的死是整部剧集“最震惊的瞬间”，坦承这段剧情“令人心碎”而难以忘怀。《洛杉矶时报》评论家卡琳娜·麦肯锡（Carina MacKenzie）认为葬礼这段剧情节奏很好，用两个小时的时间叙述了六周的哀悼，同时又不显仓促之感。然而《赫芬顿邮报》评论人迈克尔·帕斯库阿（Michael Pascua）认为欧麦利的葬礼并没有满足观众期望，称这段剧情“没有想象中应该有的悲伤”，甚至称其为“写得很差的一出戏”。欧麦利的死对观众产生了巨大影响，观众对这段情节表示难以接受，而他的死对整部剧的收视率并没有明显的正面影响，也难以挽回整部电视剧收视率的下降势头。
2006年至2008年，奈特和整个《实习医生格蕾》剧组三次获得美国演员工会奖“剧情类电视剧最佳集体演出”提名，但仅有2007年获奖；2006年，包括奈特在内的整个剧组还获得了第11届卫星奖“最佳电视剧演员集体”的奖项。奈特个人还凭借自己在第三季中饰演乔治·欧麦利的表演获得第59届黄金时段艾美奖“剧情类电视剧最佳男配角”的提名。